# ورزشگاه بریسکبی آرنا
ورزشگاه بریسکبی آرنا (به لاتین: Briskeby Arena) یک سالن سرپوشیده در نروژ است که در هامار واقع شده‌است.